# Cistugo lesueuri
Cistugo lesueuri is een zoogdier uit de familie van de Cistugidae. De wetenschappelijke naam van de soort werd voor het eerst geldig gepubliceerd door Roberts in 1919.

## Voorkomen
De soort komt voor in het zuiden van Zuid-Afrika.